# Махала
Махала̀ (през турското mahalle от арабското mähallä – отглаголно съществително за място от глагола „заселвам се“, означаващо „населено място“) е част от населено място (град или село) или малко отдалечено селище, което административно се отнася към по-голямо село или град.
Думата се използва и в много други езици (освен арабски, турски и български): на сръбски и босненски: махала или маала; на румънски: махала; на албански: mëhallë (мъхалъ); на гръцки: μαχαλάς („махалас“); на цигански: махала, македонски диалект: маало/маала.

## Значения на български
Думата „махала“ навлиза в българския език по времето на османското владичество в България.

### Част от населено място
В смисъла на „част от населено място“ (по правило наименувана част) „махала“ все повече се заменя – особено при градовете, от „квартал“.
Днес редица разпръснати села в България, особено в планинските райони, са разделени на махали, намиращи се на разстояние до 1 – 2 километра една от друга, често с гориста местност между тях. Инфраструктурата в селските махали е по-слабо развита от тази в централната част на селото – често в тях има само водоснабдяване и електроснабдяване. Улиците са по правило почвени пътища, често неосветени нощем.

### Населено място
Махали са и вид малки селища в България, съществували под това наименование до влизането в сила на 14 юли 1995 г. на Закона за административно-териториалното устройство на Република България, след която дата са придобили статута на села. Като пример за така променила статута си махала може да се посочи сегашното село Василковска махала, община Угърчин, област Ловеч.
Термините махала и колиби са близки понятия за селски видове населени места в България. Според някои автори „махала“ е по-широко понятие като обединяващо название на колиби, разположени пръснато в дадена местност.
Към 1 януари 1981 г. в България е имало 408 населени места – махали.